# Distrikt Azángaro (Yauyos)
Der Distrikt Azángaro liegt in der Provinz Yauyos in der Region Lima im zentralen Westen von Peru. Der Distrikt wurde am 15. Februar 1955 gegründet. Er besitzt eine Fläche von 77,5 km². Beim Zensus 2017 wurden 472 Einwohner gezählt. Im Jahr 1993 lag die Einwohnerzahl bei 689, im Jahr 2007 bei 603. Sitz der Distriktverwaltung ist die 3465 m hoch gelegene Ortschaft Azángaro mit 162 Einwohnern (Stand 2017). Azángaro befindet sich etwa 60 km südlich der Provinzhauptstadt Yauyos.

## Geographische Lage
Der Distrikt Azángaro befindet sich in der peruanischen Westkordillere im äußersten Süden der Provinz Yauyos. Das Areal umfasst das Quellgebiet des Río Chocos, der das Gebiet nach Norden hin zum Río Huangáscar entwässert.
Der Distrikt Azángaro grenzt im Westen an den Distrikt Chocos, im Norden an den Distrikt Huangáscar, im Nordosten an den Distrikt Madean sowie im Süden an die Distrikte San Pedro de Huarcapana und Chavín (beide in der Provinz Chincha).

## Ortschaften
Im Distrikt gibt es neben dem Hauptort folgende Ortschaften (anexos):
- Chauchas
- Colca
- Marcalla
- Miraflores
- San José
- Villaflor